# ぇ
ぇ、ェは、日本語の仮名のひとつである。前の音と組み合わせ1モーラを形成する場合と、単独で1モーラを形成する場合がある。え、エを小書きにした文字で、主に外来語や方言において使用される。「衛」の略字として「ェ」と表記することがある。
- 前の音があ段の音の場合は、清音と同じように扱う。
- 前の音がい段の音の場合は、前の音と繋げて1モーラとし、場合によっては拗音やえ段の音と同じになる。
- 前の音がう段の音の場合は、前の音と繋げて1モーラとし、場合によっては拗音やえ段の音と同じになる。
- 前の音がえ段の音の場合は、長音と同じように扱う。
- 前の音がお段の音の場合は、前の音と繋げて1モーラとする。
- 前の音がんの場合や無い場合は、清音と同じように扱う。